# Taipei Film Festival
El Taipei Festival de cinema és un festival de cinema promogut per la ciutat de Taipei, Taiwan, impulsat pel Govern de Taipei. Va ser inaugurat el 28 de setembre de 1998. El seu president actual és el cineasta Mark Lee Ping Bin.
El Festival programa anualment uns 200 films procedents d'uns 30 països, esdevenint un dels festivals de referència del món xinès.